# Vatacha
Vatacha (en macédonien Ваташа) est un village du sud de la Macédoine du Nord, situé dans la municipalité de Kavadartsi. Le village comptait 3120 habitants en 2002.

## Démographie
Lors du recensement de 2002, le village comptait :
- Macédoniens : 3 418
- Roms : 48
- Serbes : 19
- Turcs : 13
- Autres : 4